# Enrique Esteve Tortajada
Enrique Esteve Tortajada (Algemesi, España, 1 de octubre de 1922) es un exfutbolista que actuaba de defensa central y su primer club profesional fue el UD Alzira. Como jugador ha defendido la camiseta del Valencia CF, Hércules CF, Cádiz CF, Albacete Balompié y Úbeda CF entre otros.

## Trayectoria
Comenzó a formarse en los equipos de la cantera de su ciudad natal, Algemesi, tras pasar por algunos equipos regionales de la comunidad valenciana, después de ya terminada la Guerra Civil, da el salto ha la UD Alzira, en 1939, allí disputaría la temporada 1939/40.
Tras jugar en el club alzireño, pasa por las filas del CF Reus y  Racing de Ferrol, se marcha a tierras Andaluzas, para jugar en las filas de la UD Gaditana, la temporada 1942/43, la siguiente temporada cambia la UD, por el Hércules de Cádiz, en 3°División. Una vez terminada la temporada en el club gaditano, se marcha a las filas del  Valencia CF, que milita en primera división en la temporada 1944/45, en el club valenciano, no goza de continuidad y solo disputaría varios partidos amistosos, el club che lo cede primero al Valencia Aficionados y después disfruta de minutos en el Alicante FC.
A continuación, ficha por el Hércules CF, con el que debuta en 1°División, al final de la temporada juega 6 partidos en los que no logra hacer ningún gol, acumulando 540 minutos jugados en la máxima categoría.
Al año siguiente tras no contar con muchas oportunidades, vuelve a tierras andaluzas, para jugar en las filas del Cádiz CF, de la 3°División, allí disputa 11 partidos de liga y se marcha a la UD Almería, donde permanecerá las siguientes dos temporadas.
Al finalizar la temporada 1948/49, se marcha a las filas del Albacete Balompié, de 2°División, donde permanecerá otras dos temporadas en las filas del club manchego, que tras su descenso a tercera y no inscribirse en competiciones oficiales por las deudas contraídas , la mayoría de los jugadores del Albacete, pasan a formar parte de la plantilla del Maestranza de Albacete, entre ellos estaba Esteve.
Finalizada la temporada en el Maestranza, ficha por el CD Alcoyano, de 2°División, tras este breve paso por Alcoy, regresa a tierras andaluzas, esta vez para militar en las filas del Úbeda CF, que militaba en 3°División, en el cuadro ubetense disfruta de los minutos y partidos que no pudo disfrutar en otros clubes, siendo un jugador muy recordado por la afición de los cerros, tanto por su calidad deportiva como por su compromiso y buena persona.
Tras su exitosa campaña en tierras jiennenses, recala para la temporada 1954/55 en las filas del Yeclano CF , donde pondría fin a su carretera como futbolista después de 16 años de carrera y con 34 años.

## Clubes
| Club                    | País   | Año       |
| ----------------------- | ------ | --------- |
| Unión Deportiva Alzira  | España | 1939-1940 |
| CF Reus                 | España | 1940-1941 |
| Racing de Ferrol]       | España | 1941-1942 |
| UD Gaditana             | España | 1942-1943 |
| Hércules de Cariz CF    | España | 1943-1944 |
| Valencia CF             | España | 1944-1945 |
| Alicante Club de Fútbol | España | 1944-1945 |
| Cádiz Club de Fútbol    | España | 1946-1947 |
| UD Almería              | España | 1947-1949 |
| Albacete Balompié       | España | 1949-1951 |
| Maestranza de Albacete  | España | 1951-1952 |
| Club Deportivo Alcoyano | España | 1952-1953 |
| Úbeda CF                | España | 1953-1954 |
| Yeclano CF              | España | 1954-1955 |